# 松柏钝果寄生
松柏钝果寄生（学名：Taxillus caloreas var. caloreas）为桑寄生科钝果寄生属下的一个变种。

## 扩展阅读
- 維基物種上的相關：松柏钝果寄生